# Kulovnice
Kulovnice je dlouhá ruční palná zbraň s drážkovaným vývrtem hlavně. Drážky jsou v celé hlavni od nábojové komory až po ústí. Drážky mají tvar šroubovice a jejich účelem je udělit střele rotaci v podélném směru pro stabilizaci letu. .

## Terminologie
Názvosloví a terminologie bývá v praxi nejednoznačná. Například vztah pojmu kulovnice a puška. Podle některých pramenů český termín puška zahrnuje jak brokovnice, tak kulovnice.  V jiných pramenech se uvádí, že puška je dlouhá zbraň s drážkovaným vývrtem. 
V zákoně o zbraních, jeho přílohách a dokonce ani ČSN 39 5002-1 termín puška nedefinuje, byť například Zákon o zbraních tento pojem v paragrafu 4 používá.
V souboru aktuálních testových otázek platných od srpna 2016 pro zkoušky na zbrojní průkaz je kulovnice definována jako jednohlavňová lovecká dlouhá zbraň s drážkovaným vývrtem určená pro střelbu kulovými náboji.

### Karabina
Karabina je speciální kulovnice původně vyvinutá pro jezdectvo. Je obvykle lehká a krátká. Délka hlavně je omezena do 22 palců, tedy 560 mm.

### Kulové zbraně s více hlavněmi
Pro vícehlavňové zbraně uvádí norma ČSN 39 5002-1 názvosloví závislé na počtu hlavní a jejich případném uspořádání. 
- dvoják – kulová zbraň se dvěma hlavněmi vedle sebe
- kulová kozlice – kulová zbraň se dvěma hlavněmi nad sebou
- kulový troják – kulová zbraň se třemi kulovými hlavněmi

## Dělení kulovnic
Kulovnice je možno dělit podle více hledisek. 

### Podle způsobu použití
- lovecké
- vojenské
- sportovní

### Podle typuzávěrovéhomechanismu a funkce
- jednoranové
  - s lůžkovým závěrem a sklopnou hlavní
  - s blokovým závěrem
- opakovací
  - s válcovým odsuvným závěrem
  - s posuvným předpažbím
  - se spodní ovládací pákou
- samonabíjecí s využitím tlaku plynů nebo zpětného rázu